# Il richiamo di Cthulhu (gioco di ruolo)
Il Richiamo di Cthulhu (Call of Cthulhu, spesso abbreviato in CoC) è un gioco di ruolo horror basato sulla cosmologia creata da H.P. Lovecraft ed in particolare sull'omonima storia Il richiamo di Cthulhu. 
L'editore statunitense è Chaosium, mentre in Italia è stato tradotto per la prima volta dalle Stratelibri, poi i diritti sono passati alla Grifo Edizioni (che ha pubblicato in Italia la 6ª edizione), per tornare nel 2005 nuovamente in mano alla Stratelibri. In gennaio 2016 i diritti per la 7ª edizione in lingua italiana sono stati acquisiti da Raven Distribution.

## Ambientazione
L'ambientazione de Il Richiamo di Cthulhu è una versione fantastica del nostro mondo, tipicamente corrispondente al New England degli anni venti, ma come per molte storie di Lovecraft è possibile giocare in altre epoche e luoghi (alle volte anche non di questa terra). I giocatori interpretano i ruoli di persone ordinarie che si trovano coinvolte nel mondo del mistero: investigatori, giornalisti, ladri, studiosi, artisti, veterani di guerra, e simili. Spesso si inizia ad investigare su eventi comuni: il furto di un libro, o la scomparsa di un vecchio amico, ma con l'avanzare delle indagini si rivela una trama sempre più sconvolgente.
Man mano che i personaggi scoprono il vero orrore del mondo, e cioè l'irrilevanza dell'umanità nell'universo, governato da crudeli entità aliene o da divinità totalmente incuranti dell'esistenza della vita umana, la loro sanità mentale si riduce sempre più (il gioco include un meccanismo per determinare il deteriorarsi della sanità mentale).
È abbastanza comune che i personaggi muoiano in circostanze orribili o vengano rinchiusi in un ospedale psichiatrico come pazzi, e che i giocatori debbano ricominciare a giocare con un nuovo personaggio. Pur essendo un sistema realistico, la breve esistenza dei personaggi rende anche difficile per i giocatori affezionarsi ad essi.

## Meccaniche di gioco
Le regole originali del gioco si basano sul Basic Role-Playing System utilizzato in RuneQuest, e con il passare del tempo hanno subìto lievi modifiche e correzioni.

## Per iniziare
Solitamente ai neofiti viene consigliato di iniziare a giocare utilizzando la 5ª edizione, in quanto presenta una quantità minore di difetti (ma anche di innovazioni). È disponibile sul sito della Chaosium un manuale gratuito contenente le regole di base de Il Richiamo di Cthulhu.

## Cronologia delle edizioni
- 1981: la Chaosium pubblica la 1ª edizione di Call of Cthulhu (autore Sandy Petersen).
- 1981: la Chaosium pubblica la 2ª edizione.
- 1983: la Chaosium pubblica la 3ª edizione.
- 1989: la Chaosium pubblica la 4ª edizione.
- 1990: la Pagan Publishing stringe un accordo con la Chaosium che gli permette di pubblicare materiale ufficiale per Call Of Cthulhu. Quello stesso anno inizia a pubblicare The Unspeakable Oath, una rivista trimestrale per gli appassionati del gioco. In Italia la Stratelibri pubblica la traduzione della 3ª edizione.
- 1992: la Chaosium pubblica la 5ª edizione di Call of Cthulhu.
- 1996: la Stratelibri pubblica in italiano la 5ª edizione. La Pagan Publishing pubblica Delta Green (autori John Tynes, Dennis Detwiller e Adam Scott Glancy), un'ambientazione moderna che miscela gli elementi classici di Call of Cthulhu alle teorie cospirazioniste.
- 1997: la Chaosium pubblica in inglese "Il manuale dell'investigatore degli anni 20".
- 1998: la Chaosium pubblica l'edizione 5.5 ed "Il Compendio delle Creature".
- 1999: la Steve Jackson Games pubblica GURPS CthulhuPunk di Chris McCubbin) su licenza della Chaosium. È un'ambientazione situata nel prossimo futuro che mescola le atmosfere del Richiamo di Cthulhu a quelle del Cyberpunk. Utilizza il sistema di gioco di GURPS. in Italia la Twentifirst Century Games pubblica "Il manuale dell'investigatore degli anni 20" edito dalla Chaosium nel 1997.
- 2000: in Italia la Twentifirst Century Games pubblica "Il Compendio delle Creature" edito dalla Chaosium nel 1998.
- 2001: la Wizards of the Coast pubblica una versione di Call of Cthulhu che utilizza una versione modificata del d20 system intese a preservare lo spirito del gioco originale; gli autori sono Monte Cook e John Tynes. La Dork Press pubblica il dissacrante Pokethulhu un piccolo gioco di ruolo che unisce il Richiamo di Cthulhu a Pokémon. Sempre questo stesso anno la Chaosium pubblica una versione limitata extralusso commemorativa del ventennale della sua creazione.
- 2003: la 25 Edition pubblica Il Richiamo di Cthulhu d20 (la traduzione della versione pubblicata dalla Wizards of the Coast).
- 2004: la Chaosium pubblica 6ª edizione e nello stesso anno la Grifo Edizioni ne pubblica la traduzione italiana.
- 2005: i diritti italiani dell'edizione originale sono tornati in mano alla Stratelibri/Counter.
- 2016: i diritti per la 7ª edizione in lingua italiana sono stati acquisiti da Raven Distribution che ha pubblicato un cofanetto contenente il Manuale Base, lo Schermo, il modulo avventura "Casi Irrisolti", il volume Necronomicon, la Guida Petersen agli Orrori Lovecraftiani, il Manuale dell'Investigatore, mappe e schede degli investigatori; questi volumi sono stati anche pubblicati e venduti singolarmente.
- 2017: in Italia viene pubblicato "Il Gran Grimorio della Magia dei Miti di Cthulhu".
- 2018: la Raven Distribution pubblica in Italia Pulp Cthulhu, un manuale contenente avventure adrenaliniche e personaggi più forti per giocare in stile pulp.
- 2019: la Raven Distribution pubblica il cofanetto della nuova edizione de Le Maschere di Nyarlathotep, una lunga campagna ambientata in numerosi luoghi, giocabile sia con il regolamento de Il Richiamo di Cthulhu che con quello di Pulp Cthulhu.

## Riconoscimenti
Nel 2002 la Call of Cthulhu 20th Anniversary Edition ha vinto l'Origins Award per la Best Graphic Presentation of a Book Product 2001 ("Migliore presentazione grafica di un prodotto nel 2001").